# Гунгуань (станция метро)
«Гунгуань» (англ. Gongguan; кит. 公館) — станция Тайбэйского метрополитена линии Синьдянь. Находится на территории районов Чжунчжен и Даань в Тайбэе. Станция была открыта 11 ноября 1999 года. Располагается между станциями «Строение Тайдянь» и «Ваньлун».

## Техническая характеристика
«Гунгуань» — однопролётная станция. На станции есть четыре выхода в город. Из них три выхода оснащены эскалаторами, и один — лифтом для пожилых людей и инвалидов.  13 мая 2015 года на станции были установлены автоматические платформенные ворота.